# Steenstruphorten
Steenstruphorten är en kulle i Antarktis. Den ligger i Östantarktis. Norge gör anspråk på området. Toppen på Steenstruphorten är 1 940 meter över havet, eller 266 meter över den omgivande terrängen. Bredden vid basen är 1,7 km.
Terrängen runt Steenstruphorten är kuperad åt nordost, men åt sydväst är den platt. Trakten är obefolkad. Det finns inga samhällen i närheten. 